# Pasquale La Rotella
Pasquale La Rotella (Bitonto, 26 febbraio 1880 – Bari, 20 marzo 1963) è stato un compositore italiano.

## Biografia
Pasquale La Rotella incominciò a studiar musica a soli quattro anni, suonando il flauto durante le feste nella banda musicale della sua città, nella quale il ragazzo fu accolto dal direttore, Maestro Nicola Bellezza, che notò presto il talento del ragazzo. Il giovane Pasquale frequentò poi il Conservatorio di Napoli.
A soli tredici si diplomò in flauto proseguì gli studi per diplomarsi in pianoforte, organo e composizione. Nel 1896, all'età di soli sedici anni, diresse la sua prima stagione lirica al teatro Umberto I di Bitonto. Il 20 gennaio del 1900 quando aveva 20 anni presentò la sua prima opera Ivan al teatro Piccinni di Bari. Un anno dopo vinse il concorso per direttore della Schola Cantorum di Bari dove divenne maestro con uno stipendio di una lira l'anno. Il 14 febbraio del 1903 fu invitato all'inaugurazione del teatro Petruzzelli.
Il 9 maggio 1912 fu iniziato in Massoneria nella Loggia Caprera di Bari.
A Bari La Rotella diresse opere di Mascagni, Puccini, Cilea. 
Al Teatro Dal Verme di Milano Tullio Serafin diresse Fasma di La Rotella. Fasma fu anche il nome che La Rotella  diede alla figlia morta all'età di nove anni. Nel 1933 divenne direttore stabile a Montecarlo, dove dirigevano in quegli anni celebri direttori d'orchestra come Toscanini, Mitropulos e Bruno Walter.
Dal 1933 al 1950 fu Direttore del Liceo Musicale Consorziale "Niccolò Piccinni" di Bari, divenuto in seguito Conservatorio Niccolò Piccinni.
Il 22 maggio del 1946 diresse al Teatro Umberto I di Bitonto La Traviata per commemorare Giuseppe Verdi.
Nel 1948 all'Opéra de Nice fu rappresentata la sua ultima opera, estremo frutto della stagione tardo-verista: Manuela.
Nel 1957 Pasquale La Rotella tornò nuovamente a Bitonto per commemorare un grande musicista bitontino: Tommaso Traetta. 
Morì a Bari il 20 marzo del 1963 all'età di 83 anni.

## Composizioni
- Ivan (1900 al Teatro Piccinni di Bari)
- Dea (1903 al Teatro Petruzzelli di Bari)
- Fasma (1908 a Milano)
- Corsaresca
- Manuela